# Campagne 2012-2014 de l'équipe du pays de Galles de football
Maillots
Actualités
L'équipe du pays de Galles de football entame en 2012 la campagne des éliminatoires de la coupe du monde de football 2014 et, intégrée au groupe A, vise une qualification en phase finale, performance qu'elle n'a plus réalisée depuis la Coupe du monde 1958.

## Saison
La campagne 2012-2014 de l'équipe du pays de Galles de football débute le 23 novembre 2011 avec l'établissement des matchs éliminatoires de la coupe du monde de football 2014 au Brésil. La sélection galloise est désignée dans le dernier chapeau en raison d'une très mauvaise place au classement mondial de la FIFA. Pour autant, le 23 novembre 2011, le sélectionneur du groupe Gary Speed se déclare satisfait du déroulement des matchs à jouer, malgré un début de compétition difficile.
Alors que la campagne s'engage mal avec deux défaites consécutives (contre la Belgique 0-2 et surtout contre la Serbie 1-6), les critiques ne tardent pas à fuser à l'encontre du nouveau sélectionneur Chris Coleman qui se retrouve dans l'obligation d'obtenir un résultat. Lors de la rencontre suivante, l'équipe s'impose difficilement face à l'Écosse (2-1). À l'issue du match, le défenseur Chris Gunter prend la défense de son sélectionneur dans la presse en indiquant que cette pression dont on chargeait Coleman avant d'affronter l'Écosse était « une honte ». « Pour les gens, dire qu'il [Coleman] avait besoin d'une victoire pour garder son poste est vraiment une honte. Parlez à tous les joueurs et voyez les efforts qu'ils font, cela vous convaincra que ces critiques sont infondées. […] Ce n'est pas sympa de voir ça,. »
Dans l'effectif, Gareth Bale, joueur de Tottenham, s'impose comme un élément-clé. Déjà meilleur buteur de la sélection lors de la campagne 2010-2012, il est, après le match contre l'Écosse le seul buteur gallois et totalise trois réalisations. Son coéquipier Steve Morison déclare notamment à son sujet : « Gareth est le meilleur joueur que j'ai jamais vu jouer. »

### Sélectionneur
| Nom           | De              | À |
| ------------- | --------------- | - |
| Chris Coleman | 19 janvier 2012 | - |

### Évolution du coefficient FIFA
Le tableau ci-dessous présente les coefficients mensuels de l'équipe du pays de Galles publiés par la FIFA durant sa campagne d'éliminatoires 2012-2014.
| Année | 2012    | 2012 | 2012  | 2012 | 2012 | 2012 | 2013  | 2013 | 2013 | 2013  | 2013 | 2013 | 2013    | 2013 | 2013  | 2013 | 2013 | 2013 | 2014  | 2014 | 2014 | 2014  | 2014 | 2014 |
| Mois  | juillet | août | sept. | oct. | nov. | déc. | janv. | fév. | mars | avril | mai  | juin | juillet | août | sept. | oct. | nov. | déc. | janv. | fév. | mars | avril | mai  | juin |
| Rang  | 37      | 36   | 45    | 57   | 66   | 82   |       |      |      |       |      |      |         |      |       |      |      |      |       |      |      |       |      |      |

## Effectif de l'équipe
Mise à jour le 6 février 2013
| Sélectionneur      | Sélectionneur     | Chris Coleman     | Chris Coleman        | Chris Coleman |
| Nom                | Date de naissance | Sélections (buts) | Club                 |               |
| Gardiens           |                   |                   |                      |               |
| Boaz Myhill        | 9 novembre 1982   | 14 0(0)           | West Bromwich Albion |               |
| Lewis Price        | 19 juillet 1984   | 11 0(0)           | Crystal Palace       |               |
| Owain Fôn Williams | 17 mars 1987      | 00 0(0)           | Tranmere Rovers      |               |
| Défenseurs         |                   |                   |                      |               |
| Ben Davies         | 24 avril 1993     | 03 0(0)           | Swansea City         |               |
| Chris Gunter       | 21 juillet 1989   | 43 0(0)           | Reading              |               |
| Joel Lynch         | 3 octobre 1987    | 01 0(0)           | Huddersfield Town    |               |
| Adam Matthews      | 13 janvier 1992   | 10 0(0)           | Celtic               |               |
| Sam Ricketts       | 11 octobre 1981   | 47 0(0)           | Bolton Wanderers     |               |
| Ashley Williams    | 23 août 1984      | 39 0(1)           | Swansea City         |               |
| Milieux de terrain |                   |                   |                      |               |
| Joe Allen          | 14 mars 1990      | 13 0(0)           | Liverpool            |               |
| Gareth Bale        | 16 juillet 1989   | 39 (10)           | Real Madrid          |               |
| Jack Collison      | 2 octobre 1988    | 12 0(0)           | West Ham United      |               |
| Andy King          | 29 octobre 1988   | 16 0(1)           | Leicester City       |               |
| Joe Ledley         | 23 janvier 1987   | 44 0(3)           | Celtic               |               |
| Aaron Ramsey       | 26 décembre 1990  | 25 0(5)           | Arsenal              |               |
| Ashley Richards    | 12 avril 1991     | 01 0(0)           | Swansea City         |               |
| David Vaughan      | 18 février 1983   | 33 0(1)           | Sunderland           |               |
| Attaquants         |                   |                   |                      |               |
| Craig Bellamy      | 13 janvier 1979   | 71 (19)           | Cardiff City         |               |
| Simon Church       | 12 décembre 1988  | 20 0(1)           | Reading              |               |
| Craig Davies       | 9 janvier 1986    | 06 0(0)           | Barnsley             |               |
| Hal Robson-Kanu    | 21 mai 1989       | 12 0(0)           | Reading              |               |
| Sam Vokes          | 21 octobre 1989   | 25 0(5)           | Burnley              |               |

- Source : Liste mise à jour le 4 février 2013 pour les matchs pays de Galles-Autriche. Source : Wales Online[7].

### Joueurs précédemment appelés
Le tableau ci-dessous présente une liste de joueurs non appelés pour le dernier match de la sélection galloise mais ayant été appelé pour au moins une autre rencontre lors de la campagne 2012-2014.
| Nom                | Date de naissance | Sélections (buts) | Club                    | Dernière fois appelé |
| ------------------ | ----------------- | ----------------- | ----------------------- | -------------------- |
| Gardiens           |                   |                   |                         |                      |
| Jason Brown        | 18 mai 1982       | 03 0(0)           | Aberdeen                | 9 octobre 2012       |
| Rhys Taylor        | 7 avril 1990      | 00 0(0)           | Chelsea                 | 15 août 2012         |
| Défenseurs         |                   |                   |                         |                      |
| Darcy Blake        | 13 décembre 1988  | 14 0(1)           | Crystal Palace          | 9 octobre 2012       |
| James Collins      | 23 août 1983      | 40 0(2)           | West Ham United         | 11 septembre 2012    |
| Adam Henley        | 14 juin 1994      | 00 0(0)           | Blackburn Rovers        | 15 août 2012         |
| Lewin Nyatanga     | 18 août 1988      | 34 0(0)           | Bristol City            | 9 octobre 2012       |
| Neil Taylor        | 7 février 1989    | 10 0(0)           | Swansea City            | 7 septembre 2012     |
| James Wilson       | 26 février 1989   | 00 0(0)           | Bristol City            | 9 octobre 2012       |
| Milieux de terrain |                   |                   |                         |                      |
| Andrew Crofts      | 29 mai 1984       | 24 0(0)           | Norwich City            | 7 septembre 2012     |
| David Edwards      | 2 février 1986    | 26 0(3)           | Wolverhampton Wanderers | 9 octobre 2012       |
| Jonathan Williams  | 9 octobre 1993    | 00 0(0)           | Crystal Palace          | 11 septembre 2012    |
| Attaquants         |                   |                   |                         |                      |
| Jermaine Easter    | 15 janvier 1982   | 10 0(0)           | Crystal Palace          | 15 août 2012         |
| Robert Earnshaw    | 6 avril 1981      | 58 (16)           | Cardiff City            | 11 septembre 2012    |
| Steve Morison      | 29 août 1983      | 20 0(1)           | Norwich City            | 9 octobre 2012       |

Le symbole  désigne les joueurs ayant été appelés par le sélectionneur pour jouer le dernier match de leur sélection mais ayant dû quitter l'équipe dans les jours précédant la rencontre du fait d'une blessure.
Le symbole  signale que le joueur n'est pas qualifiable pour le prochain match du fait d'une suspension.

## Rencontres
Le programme des matchs du groupe A des éliminatoires de la coupe du monde de football 2014 est déterminé le 23 novembre 2011,. Fin juin 2012, un match amical, contre l'Autriche, est programmé pour le mois de février suivant.
| Date              | Stade, ville (pays)                         | Adversaire         | Score | Comp.        | Buteurs gallois                     |
| 15 août 2012      | Parc y Scarlets Llanelli (pays de Galles)   | Bosnie-Herzégovine | 0-2   | Match amical | 0                                   |
| 7 septembre 2012  | Millennium Stadium Cardiff (pays de Galles) | Belgique           | 0-2   | QCM          | 0                                   |
| 11 septembre 2012 | Karađorđe Novi Sad (Serbie)                 | Serbie             | 6-1   | QCM          | Bale 41e                            |
| 12 octobre 2012   | Millennium Stadium Cardiff (pays de Galles) | Écosse             | 2-1   | QCM          | Bale 81e (pen.) 89e                 |
| 16 octobre 2012   | Gradski vrt Osijek (Croatie)                | Croatie            | 2-0   | QCM          | 0                                   |
| 6 février 2013    | Millennium Stadium Cardiff (pays de Galles) | Autriche           | 2-1   | Match amical | Bale 21e · Vokes 52e                |
| 22 mars 2013      | Hampden Park Glasgow (Écosse)               | Écosse             | 1-2   | QCM          | Ramsey 72e (pen.) · Robson-Kanu 74e |
| 26 mars 2013      | Millennium Stadium Cardiff (pays de Galles) | Croatie            | 1-2   | QCM          | Bale 21e (pen.)                     |
| 6 septembre 2013  | Philip II Arena Skopje (Macédoine)          | Macédoine du Nord  | 0     | QCM          | 0                                   |
| 10 septembre 2013 | Millennium Stadium Cardiff (pays de Galles) | Serbie             | 0     | QCM          | 0                                   |
| 11 octobre 2013   | Millennium Stadium Cardiff (pays de Galles) | Macédoine du Nord  | 0     | QCM          | 0                                   |
| 15 octobre 2013   | Stade Roi-Baudouin Bruxelles (Belgique)     | Belgique           | 0     | QCM          | 0                                   |

### Classement en éliminatoires de la coupe du monde
| Rang | Équipe            | Pts | J | G | N | P | Bp | Bc | Diff |  | Résultats (▼ dom., ► ext.) |     |     |     |     |     |     |
| ---- | ----------------- | --- | - | - | - | - | -- | -- | ---- |  | -------------------------- | --- | --- | --- | --- | --- | --- |
| 1    | Belgique          | 19  | 7 | 6 | 1 | 0 | 13 | 2  | +11  |  | Belgique                   |     | 1-1 | 2-1 | -   | 2-0 | 1-0 |
| 2    | Croatie           | 16  | 7 | 5 | 1 | 1 | 10 | 4  | +6   |  | Croatie                    | -   |     | 2-0 | 2-0 | 0-1 | 1-0 |
| 3    | Serbie            | 7   | 7 | 2 | 1 | 4 | 9  | 9  | 0    |  | Serbie                     | 0-3 | -   |     | 6-1 | 2-0 | -   |
| 4    | Pays de Galles    | 6   | 6 | 2 | 0 | 4 | 6  | 14 | -8   |  | Pays de Galles             | 0-2 | 1-2 | -   |     | 2-1 | -   |
| 5    | Écosse            | 5   | 7 | 1 | 2 | 4 | 4  | 9  | -5   |  | Écosse                     | -   | -   | 0-0 | 1-2 |     | 1-1 |
| 6    | Macédoine du Nord | 4   | 6 | 1 | 1 | 4 | 3  | 7  | -4   |  | Macédoine du Nord          | 0-2 | 1-2 | 1-0 | -   | -   |     |

### Bilan de la campagne 2012-2014
| Rang | Équipe         | Pts | J | G | N | P | Bp | Bc | Diff |
| ---- | -------------- | --- | - | - | - | - | -- | -- | ---- |
| #    | Pays de Galles | 6   | 6 | 2 | 0 | 4 | 6  | 14 | -8   |

## Résultats détaillés
| Match amical                                         | Pays de Galles | 0 – 2   | Bosnie-Herzégovine            | Parc y Scarlets (Llanelli)                 |                                            |
| 15 août 2012 · 20h45 GMT · Historique des rencontres |                | (0 – 1) | 21e Ibišević · 54e Stevanović | Spectateurs : 6 253 Arbitrage : Marco Borg | Spectateurs : 6 253 Arbitrage : Marco Borg |
| 15 août 2012 · 20h45 GMT · Historique des rencontres | (Rapport)      |         |                               | Spectateurs : 6 253 Arbitrage : Marco Borg | Spectateurs : 6 253 Arbitrage : Marco Borg |

| Éliminatoires de Coupe du monde                          | Pays de Galles | 0 – 2   | Belgique                     | Cardiff City Stadium (Cardiff) |                                |
| 7 septembre 2012 · 20h45 GMT · Historique des rencontres |                | (0 – 1) | 41e Kompany · 83e Vertonghen | Arbitrage : Stefan Johannesson | Arbitrage : Stefan Johannesson |
| 7 septembre 2012 · 20h45 GMT · Historique des rencontres | (Rapport)      |         |                              | Arbitrage : Stefan Johannesson | Arbitrage : Stefan Johannesson |

| Éliminatoires de Coupe du monde                          | Serbie | 6 – 1   | Pays de Galles | Stade Karađorđe (Novi Sad) |                          |
| 7 septembre 2012 · 20h45 GMT · Historique des rencontres | Kolarov 16e · Tošić 24e · Djuričić 39e · Tadić 55e · Ivanović 80e · Sulejmani 90e                                                                 | (3 – 1) | 31e Bale | Arbitrage : Duarte Gomes   | Arbitrage : Duarte Gomes |
| 7 septembre 2012 · 20h45 GMT · Historique des rencontres | (Rapport) |         | | Arbitrage : Duarte Gomes   | Arbitrage : Duarte Gomes |
| 7 septembre 2012 · 20h45 GMT · Historique des rencontres | Stojković - Fejsa - Biševac - Nastasić - Ivanović - · Tošić (Sulejmani ) - Tadić - Kolarov - Ignjovski (Mijailović) - Djuričić (Lekić) - Marković | Équipes | Myhill - Gunter - Matthews (Ricketts) - Edwards (Vaughan) - Blake - A. Williams - Allen (King) - Church - Morison - Ramsey - Bale | Arbitrage : Duarte Gomes   | Arbitrage : Duarte Gomes |

| Éliminatoires de Coupe du monde                         | Pays de Galles | 2 – 1   | Écosse | Cardiff City Stadium (Cardiff) |                           |
| 12 octobre 2012 · 20h45 GMT · Historique des rencontres | Bale 81e (pen.) 89e | (0 – 1) | 27e Morrison | Arbitrage : Florian Meyer      | Arbitrage : Florian Meyer |
| 12 octobre 2012 · 20h45 GMT · Historique des rencontres | (Rapport) |         | | Arbitrage : Florian Meyer      | Arbitrage : Florian Meyer |
| 12 octobre 2012 · 20h45 GMT · Historique des rencontres | Price - Gunter - B. Davies - Vaughan - Blake - A. Williams - Allen - Ledley (Robson-Kanu) - Morison (C. Davies) - Ramsey - Bale | Équipes | McGregor - Hutton - Berra - Caldwell - Maloney - D. Fletcher - S. Brown (Adam) - S. Fletcher - Morrison (Miller) - Commons (Mackie) - Fox | Arbitrage : Florian Meyer      | Arbitrage : Florian Meyer |

| Éliminatoires de Coupe du monde                         | Croatie | 2 – 0   | Pays de Galles | Gradski vrt (Osijek)        |                             |
| 16 octobre 2012 · 20h45 GMT · Historique des rencontres | Mandžukić 27e · Eduardo 57e | (1 – 0) | | Arbitrage : Alexandru Tudor | Arbitrage : Alexandru Tudor |
| 16 octobre 2012 · 20h45 GMT · Historique des rencontres | (Rapport) |         | | Arbitrage : Alexandru Tudor | Arbitrage : Alexandru Tudor |
| 16 octobre 2012 · 20h45 GMT · Historique des rencontres | Pletikosa - Strinić - Šimunić - Lovren (Schildenfeld) - Rakitić - Modrić - Srna - Badelj - Mandžukić - Perišić (Vida) - Eduardo (Kranjčar) | Équipes | Price - Gunter - B. Davies - Vaughan - Blake - A. Williams - Allen - Ledley (Robson-Kanu) - Morison (Church) - King (Vokes) - Bale | Arbitrage : Alexandru Tudor | Arbitrage : Alexandru Tudor |

| Match amical                               | Pays de Galles | 2-1     | Autriche | Millennium Stadium (Cardiff) |                            |
| 6 février 2013 · Historique des rencontres | Bale 21e · Sam Vokes 52e | (1-0)   | 75e Janko | Arbitrage : Menashe Masiah   | Arbitrage : Menashe Masiah |
| 6 février 2013 · Historique des rencontres | (Rapport) |         | | Arbitrage : Menashe Masiah   | Arbitrage : Menashe Masiah |
| 6 février 2013 · Historique des rencontres | Myhill - Matthews (Gunter) - B. Davies - Ricketts - Williams - Ledley - Allen - Collison (Church) - Vaughan (King) - Bale (Robson-Kanu) - Bellamy (Vokes ) | Équipes | Almer - Pogatetz - Suttner (Schiemer) - Prödl - Klein - Ivanschitz (Junuzović) - Alaba - Kavlak (Leitgeb) - Arnautović - Weimann (Jantscher) - Janko | Arbitrage : Menashe Masiah   | Arbitrage : Menashe Masiah |

| Éliminatoires de Coupe du monde          | Écosse | - | Pays de Galles | Hampden Park (Glasgow) |
| 22 mars 2013 · Historique des rencontres |        |   |                |                        |

| Éliminatoires de Coupe du monde          | Pays de Galles | - | Croatie | Liberty Stadium (Swansea) |
| 26 mars 2013 · Historique des rencontres |                |   |         |                           |

| Éliminatoires de Coupe du monde              | Macédoine | - | Pays de Galles |  |
| 6 septembre 2013 · Historique des rencontres |           |   |                |  |

| Éliminatoires de Coupe du monde               | Pays de Galles | - | Serbie |  |
| 10 septembre 2013 · Historique des rencontres |                |   |        |  |

| Éliminatoires de Coupe du monde             | Pays de Galles | - | Macédoine du Nord |  |
| 11 octobre 2013 · Historique des rencontres |                |   |                   |  |

| Éliminatoires de Coupe du monde             | Belgique | - | Pays de Galles |  |
| 15 octobre 2013 · Historique des rencontres |          |   |                |  |

## Buteurs
La liste ci-dessous classe les buteurs gallois de cette campagne par nombre de buts inscrits :
3    

Gareth Bale ( Serbie,  Écosse)
2   

néant
1  

néant